# Citroën Basalt
La Citroën Basalt è una crossover SUV compatta prodotta dalla casa automobilistica francese Citroën dal 2024 per i mercati emergenti come India e Sud America.

## Debutto
Il veicolo è stato presentato per la prima volta nel marzo 2024 come concept car quasi di produzione, il Basalt Vision. Il produttore ha presentato la versione di produzione nell'agosto 2024 basta sul pianale Smart Car (CMP), lo stesso di Fiat Grande Panda, Opel Frontera, Citroen C3 e C3 Aircross. Le vendite sono iniziate in India nello stesso mese, mentre nel mercato brasiliano sono seguite due mesi dopo. Dal gennaio 2025 Basalt è disponibile anche in Argentina.
Al lancio in India disponeva delle seguenti motorizzazioni: il 1.2 PureTech da 82 CV e 110 CV e il 1.6 VTI in versione benzina (115 CV) e Flex (120 CV). In Brasile invece è stata lanciata con il 1.0 litri FireFly Turbo da 130 CV e 200 Nm.
Viene prodotta dal 2024 a Thiruvallur, in India ed a Porto Real, in Brasile.